# Csíkrákosi római katolikus vártemplom
A csíkrákosi római katolikus vártemplom Csíkszék egyik legrégebbi, Árpád-kori műemléke. Románia műemlékeinek hivatalos jegyzékében a HR-II-m-A-12938 sorszámon szerepel.

## Története
| „ | E templom egyike a legnagyobb csíki templomoknak, mely a falun kívüli magaslaton lőréses és bástyás kőfalával a szemlélőben maradandó benyomást kelt. Arányainál és díszítésénél fogva egyik legjellegzetesebb késő gót templom. | ” |
| – Dr. Endes Miklós: Csík-, Gyergyó-, Kászon-székek (Csík megye) földjének és népének története 1918-ig | |   |

A csíkrákosi római katolikus vártemplom a községhez tartozó Göröcsfalva határában látható. Az egyhajós csarnoktemplom építési ideje a román kori épületrészek alapján a XII–XIII. század fordulójára tehető. Erre utal a déli bejárat kőkerete, amelynek felső, köríves részéből csak töredékek maradtak meg, részben elfalazva és barokkizálva. Ugyancsak erre a korra tehető a déli bejárat és a jobb oldali ajtó közötti kőoszlopos tornác is.
A plébániatemplom régi jegyzőkönyveiben talált feljegyzések szerint a templomot 1270–1280 között építették. Ezt igazolja a 18. századból a bécsi Csillagászati Intézet vezetőjének, Maximilianus Höllnek latin nyelvű bejegyzése: „...temporum di lataim efsa et Exibsia Circa Anum 1270 edificatum...”
Orbán Balázs A Székelyföld leírása című könyvében így írt a templomról:
„Ez egyház egyáltalában jóval terjedelmesebb és diszesebb a szokásos községi templomoknál, ugy, hogy Csik szentegyházai közt minden tekintetben megérdemli az első rangot. Ez is, miként kortársai, a kontár kezek eszközölte kiigazítások által, sokat szenvedett; de azért műidomaiból mégis sértetlenül fennmaradt legalább annyi, hogy meghatározhassuk, miként az átmeneti korszaknak (XIII. század) egyik tiszteletet keltő műemléke áll előttünk.”
A torony és a szentély feltehetően a XV. század második felében vagy a XV–XVI. század fordulóján épült, és késő gótikus jegyeket hordoz.
A templomot az évszázadok során többször átépítették. A XV. század végén új szentélyt kapott. A védőfalak építése a XVII. századra tehető. 1758-ban a templomot átépítették, kereszthajókkal bontották meg a gótikus arányait. Akkor magasították a tornyot, a középkori részre ráépítették a napjainkban is használatos csúcsíves ablakokkal ellátott harangházat. Ugyanakkor emelték a déli oldalszárnyat, a sekrestyét pedig a nyugati oldalon kápolnával bővítették ki. Kevéssel azután épült a déli oldal árkádos folyosója és a védőfal déli bejárata is.
1938-ban a templomot restaurálták, akkor került felszínre két freskótöredék a szentély belső északi oldalán. A mai templom csúcsíves, egyhajós, a tízszög 4 oldalával záródó apszisával a késő gótikus kor emlékét őrzi.

## Leírása
A vártemplom jellegzetessége, hogy a hajója rövidebb, mint a sokszögzáródású szentélye, tengelye a hajótól balra elhajlik 8 fokkal. A déli és északi részen a kereszthajóhoz hasonló, későbbi eredetű toldással egészítették ki. A szentély boltozott, a hajót egyszerű mennyezet fedi.
A hajó délnyugati sarkán található a kórusfeljáró, amelynek mennyezetét festett kazettákkal fedték be. A hajó déli oldalán csúcsíves ablakok láthatók.
A diadalív jobb és bal oldalán lévő falfestmény-töredékek egykori freskókra utalnak.
A templom bordáinak gyámköveit és a záróköveket címerpajzsok díszítik. Középen Hont-Pázmány nemzetség címerét találták meg, az egyik gyámkő címerében pedig a Hunyadiak hollóját ismerték fel. A templom diadalíve csúcsíves, hálóboltozatát a szentély őrizte meg. Csúcsíves a sekrestye, a szentély ablakai, valamint a kereszthajó feletti ablak, ugyanakkor a sekrestye ajtaja és a déli szárny utólagosan elhelyezett ajtókerete is.
A barokkos hajó mennyezete lapos, az 1661-es tatárbetörés után egykori festett mennyezetének csak darabjai maradtak meg. 1756–1758 között a vártemplomot déli irányban kiszélesítették, kereszthajóval bővítették, így az egykori csúcsíves ablakokat részben eltakarták. A templom nyugati oldalán egyszerű, élszedett csúcsíves kerettel ellátott ajtó nyílik a toronyba.

## Torony
A templom jellegzetessége a terméskőből rakott 30 méter magas tornya. A torony alapja Árpád-kori, amelyet a Hunyadiak korában a gótikus építkezés alkalmával magasítottak. A hajó nyugati oromfalához épült torony földszinti része és öt emelete középkori, a felső csúcsíves harangház 18. századi. A torony bádogsisakját négy fiatorony díszíti. Három oldalon emeletenként egy-egy keskeny, magas lőrés látható, amelyeknek magassága felfele haladva egyre csökken. Az ötödik emeleten minden irányban félkörívesen záruló ablakok nyílnak. A torony legfelső részét az alsó középkori résztől egy övpárkány választja el.
A válogatott terméskövekből épült torony külső oldalát vörös vonalakkal kihúzott festés díszíti. A lőréseket és a felső félköríves ablakokat vörös szegély, egyes helyeken leveles, liliomos díszítés veszi körül.
Külön érdekessége a templomnak a torony oldalain négyzetes kockákba osztott festett alakok sorozata. A díszített festménysorozaton állatfigurák, emberi alakok és különböző égitestek láthatók. A későbbiekben Zabya Péter restaurálta, és egyes jegyeket a keresztény hagyomány szerint újrarajzolt. Ezek gótikus stílusban készültek, és nagyobbrészt a zodiákus csillagképeit ábrázolják. A többiek a pogány kori természetkultusz termékenységi jegyeire emlékeztetnek.

## A templom belseje
A hajó belső hossza közel 10 méter, szentélye 16 méter. Ezeket egymástól csúcsíves diadalív választja el, amelynek vállkövein egy-egy pajzsdíszítés van. A diadalív hajó felőli déli oldalán freskótöredékek láthatók. A hajót vakolt, lapos mennyezet, a szentélyt gótikus boltozat fedi, amelyen két négyszögű és egy poligonális boltszakasz látható. A bordák kúpban végződő orsós gyámkőre vannak erősítve, egy nyolcszögű orsótagon és egy erős félhengertagon keresztül. A nyolcszögű tagokat egykor címerpajzsok díszítették, amelyek az idők során letöredeztek. Az egyiken halványan még látható a Hont-Pázmány nemzetség címere.
A boltozat három záróköve közül a középsőn címerpajzsba foglalva a Nap és a Hold látható, a két szélső rozettás díszítésű. A vaspántokkal erősített sekrestyeajtó szegmensíves nyílású és élszedett kereszttel van ellátva.
A templom legnagyobb értéke a Szűz Mária születését ábrázoló főoltárkép, amelyet Veres Mátyás festőművész készített 1794-ben. Az oltár teljes egészében, Burján Mihály gyulafehérvári Székesegyházi kanonok adománya.
A déli templomfalon, a bejárat mellett lévő oltár az 1600-as évek végén készült. Az oltárképen Szent József és a gyermek Jézus látható. A fölötte levő kisebb kép Árpád-házi Szent Erzsébetet ábrázolja.
Az északi falon a déli bejárattal szemben áll a Jézus szíve oltár, a központi kép mellett Jakab és Fülöp láthatók, a másik oldalon Mária a kis Jézussal. Az északi kereszthajóban újabb kori Mária-oltár látható, amely az erdélyi hagyományok szerint a 19. század második felében készült.
A csíkrákosi keresztút képeit Riesensteini Rómer Kristóf, az 1. székely határőrezred kapitánya festette a katolikus hitre való áttérése emlékére.
A templomban különösen értékes két archaikus kő szenteltvíztartó és a keresztelőmedence.

## Várfal
A templomot kívülről egy 2,5-3 méter magas, szabálytalan alaprajzú, lőréses fal veszi körül, déli oldalán barokk stílusú oromfalas bejárat áll. A keleti oldalon egy régebbi kisebb oldalbejárat látható, amelyet ma már nem használnak.
A védőfal délkeleti oldalán egy lekerekített sokszög záródású, kápolnára emlékeztető épület látható. Bejárata nyugatról nyílik, ez egy egyszerű, négyszögletes ajtó. Keletre néző falát két pillér erősíti, amelyet utólag építettek hozzá. Északi oldalán két résszerű ablaka van, ezek az idők folyamán megrongálódtak, így nem állapítható meg záródásának formája.
A védőfal keleti részén két fordított kulcslyuk alakú lőrés látható. Ez a lőréstípus a csíki templomok közül egyedülálló. A támpillérekkel erősített zömök falat cseréppel fedett nyeregtető védi.
A vártemplom udvarán Zöld Péter plébános (1727–1795) emlékműve látható, amely Ferencz Ernő szobrászművész alkotása.

## Búcsúja
A Szűz Mária tiszteletére felszentelt csíkrákosi római katolikus vártemplom búcsúját Kisboldogasszony napján, szeptember 8-án tartják.

## Kutatástörténete
A vártemplom már a 19. század közepétől az érdeklődés középpontjában állt. Először Benkő Károly foglalkozott a műemlék épülettel, elsősorban a tornyon található szimbolikus falképekkel.
Az első részletes feljegyzés Orbán Balázs A Székelyföld leírása című könyvében található, az általa készített összeállítás nagyjából megegyezik a templom mai állapotával. A koronázó párkány alatti feliratot Orbán Balázs és Benkő Károly is közölte.
Az első tudományos igényességgel ismertetett összeállítást Köpeczi Sebestyén József készítette az 1929-ben megjelent Régi székely műemlékeink című munkájában.
A templom legrészletesebb leírása Vámszer Géza munkájából ismerhető meg. Az 1944-ben közzétett építéstörténeti megállapításai máig érvényes, hiteles adatok. A padlástérben lévő felirat szerinte a következő: Anno Domini (1507) (?). Hoc opus fecit petrus Zabya.
Entz Géza az Erdélyi Múzeum 1943-ban megjelent számában az egyik gyámkövön lévő Hont-Pázmány nemzetség címerére hivatkozva a szentély és a torony építési idejét az ezen nemzetségből származó Szentgyörgyi János erdélyi vajda hivatali idejére, az 1457–1467 közötti időszakra tette.
Vécsey Gyula az 1972-es restaurálás alkalmával a tornyon található ábrázolások értelmezését próbálta megfejteni. A csíkrákosi műemlék jelképei című írását a Hargita Kalendárium 1974-ben közölte.
A csíkrákosi templomtorony alakzatainak ábrázolásmódját vizsgálva Sisa Béla a Táltos a templomtornyon című munkájában a magyar ősvallás emlékeire utal.